# Народний рух Косова
Народний рух Косова (алб. Lëvizja Popullore e Kosovës, LPK) — колишня громадська організація і політична партія у Косово. Значну підтримку LPK здійснювала албанська діаспора, особливо у Швейцарії і Німеччині.
LPK сформувалось у 1981–1982 рр., під час протестів албанського населення Югославії. Під час демонстрацій у 1981 році, протестуючі вимагали, щоб Косово стало республікою у складі югославської федерації.
Трьома основними організаціями у складі LPK були: PKMLSHJ (Марксистсько-ленінська комуністична партія албанців у Югославії, Partia Komuniste Marksiste-Leniniste e Shqiptarëve në Jugosllavi), LNÇKVSHJ (Національно-визвольний рух Косова та інших албанських регіонів, Lëvizjes Nacionalçlirimtare të Kosovës dhe Viseve të tjera Shqiptare), LRSSHJ (Рух за Албанську Соціалістичну Республіку в Югославії, Lëvizja për Republikën Socialiste Shqiptare në Jugosllavi).
LPK активно діяла по всій Європі і була спонсором повстанців, вела пропаганду і діяльність всередині Югославії, а також лобіювала інтереси албанців. Багато активістів LPK були посаджені югославською владою у тюрми або вбиті.
Організація продовжувала бути головним представником національних інтересів албанців у Югославії до грудня 1989 року, коли Ібрагім Ругова та інші представники інтелігенції в Косово заснували Демократичну лігу Косова (Lidhja Demokratike e Kosovës, LDK).
LPK стала ядром Армії звільнення Косова, багато членів організації брали активну участь у Косівській війні (Адем Яшарі, Самі Луштаку, Фатмір Лімай, Рамуш Харадінай, Якуп Краснічі, Хашим Тачі та ін.)
На парламентських виборах у 2001, 2004 і 2007 партія отримувала 1 з 120 місць у Асамблеї Косова.
23 липня 2013 року залишки LPK об'єдналися з партією «Самовизначення».